# 西方集團

冷戰期間歐洲的政治形勢

西方集團（英語：Western Bloc），有時也稱為資本主義集團（英語：Capitalist Bloc）是指冷戰期間以美國為首的、對抗蘇聯及其附屬的華約國家的同盟。西方國家的媒體稱西方集團為“自由世界”或“西方世界”，同時稱東方集團為“共產主義世界”或“第二世界”。

## 冷戰時期西方集團成員

### 北大西洋公約組織（NATO）
- 比利时
- 加拿大
- 丹麦
- 法國
- 西德（1955年至1990年）
- 希腊（1952年起）
- 冰島
- 義大利
- 盧森堡
- 荷蘭
- 挪威
- 葡萄牙
- 西班牙（1982年起）
- 土耳其（1952年起）
- 英国
- 美国

### 太平洋安全保障條約（ANZUS）
- 新西兰
- 美国

### 自由聯合協定（COFA）
- 马绍尔群岛
- 密克羅尼西亞聯邦
- 帛琉
- 美国

### 中部公約組織（CENTO）（至1979年）
- 伊朗（至1979年）
- 伊拉克（至1958年）
- 巴基斯坦（至1979年）
- 土耳其（至1979年）
- 英国（至1979年）

### 美洲國家間互助條約（IATRA）
- 阿根廷
- 巴哈马（1982年起）
- 玻利维亚（至2005年）
- 巴西
- 智利
- 哥伦比亚
- 古巴（至1959年）
- （至1990年）
- 薩爾瓦多
- 墨西哥
- 尼加拉瓜（至1979年）
- 巴拿马
- 巴拉圭
- 秘魯
- 千里達及托巴哥（1967年起）
- 美国
- 乌拉圭

### 東南亞條約組織（SEATO）（至1977年）

1959年的SEATO成員國

- （至1977年）
- 法國（至1965年）
- （至1975年）
- 新西兰（至1977年）
- 巴基斯坦（至1972年）
- 菲律賓（至1977年）
- 越南共和国（至1975年）
- 泰國（至1977年）
- 英国（至1977年）
- 美国（至1977年）

### 中東及北非
- 阿富汗伊斯兰共和国（2004年至2021年）
- 巴林
- 埃及（1979年起）
- 伊朗（至1979年）
- 伊拉克（至1990年）
- 以色列
- 约旦
- 科威特
- 黎巴嫩
- 利比亞（至1969年；2011年起）
- 摩洛哥
- 阿曼
- 巴勒斯坦（約旦河西岸政府；至2019年）
- 沙烏地阿拉伯
- （1977年起）
- 苏丹（1971年至1985年；2019年起）
- 叙利亚反对派
- 突尼西亞
- 土耳其（至2009年）
- 阿联酋
- 葉門（哈迪政府）
  -  北也門（1962年至1990年）

### 東亞
- 日本
- 中華民國
- 蒙古国 （1992年起）

### 東南亞國家聯盟（ASEAN）
- 印度尼西亞
- 菲律賓
- 泰國
- 马来西亚
- 新加坡
- 緬甸 （據稱）
- （1984年起）
- 越南（1995年起）

### 其他盟友
- 南非
- 巴基斯坦（共同防禦援助協議，1954年起）
- 埃塞俄比亚帝国（至1974年）
- 奈及利亞
- 利比里亚

## 現時的西方集團成員

### 北大西洋公約組織（NATO）原有成員國
- 比利时·
- 加拿大·
- 丹麦·
- 法國·
- 德国（1955年以西德身份加入，1990年起以統一後新身份保留）
- 希腊
- 冰島·
- 義大利·
- 盧森堡·
- 荷蘭·
- 挪威·
- 葡萄牙·
- 西班牙
- 土耳其
- 英国·
- 美国·

·表示創始成員國

#### 冷戰結束後加入北約的國家
- 捷克（1999年起）
- 匈牙利（1999年起）
- 波蘭（1999年起）
- 保加利亚（2004年起）
- 爱沙尼亚（2004年起）
- 拉脫維亞（2004年起）
- 立陶宛（2004年起）
- 羅馬尼亞（2004年起）
- 斯洛伐克（2004年起）
- 斯洛維尼亞（2004年起）
- 阿尔巴尼亚（2009年起）
- （2009年起）
- 蒙特內哥羅（2017年起）
- 北馬其頓（2020年起）
- 芬兰（2023年起）
- 瑞典 （2024年起）

### 主要非北约盟友（MNNA）
- 埃及
- 以色列
- 日本
- 约旦
- 新西兰
- 阿根廷
- 巴林
- 菲律賓
- 泰國
- 中華民國（事實上）[註 1]
- 科威特
- 摩洛哥
- 巴基斯坦
- 突尼西亞
- 巴西
- 哥伦比亚

### 中東夥伴
- 巴林
- 埃及
- 伊拉克（2004年起;  據稱）
- 约旦
- 以色列
- 科威特
- 摩洛哥
- 沙烏地阿拉伯
- 突尼西亞
- 阿联酋

### 亞洲及大洋洲夥伴
- 日本
- 中華民國
- 泰國
- 新西兰
- 菲律賓
- 印度
- 巴基斯坦
- 印度尼西亞
- 蒙古国
- 马来西亚
- 不丹
- 尼泊尔
- 新加坡
- 越南

### 拉丁美洲夥伴
- 阿根廷
- 巴西
- 智利
- 哥伦比亚
- 薩爾瓦多
- 海地
- 牙买加
- 墨西哥
- 巴拿马
- 巴拉圭
- 秘魯
- 乌拉圭
- 巴哈马

### 四邊安全對話（QSD）
- 美国
- 日本
- 印度

### 其他合作夥伴
- 亞美尼亞（自2018年起）
- 奥地利
- 賽普勒斯
- 愛爾蘭
- 科索沃
- 利比里亚
- 馬爾他
- 摩尔多瓦
- 南非
- 乌克兰（自2014年起）

## 註解
1. ↑  2003年由喬治·W·布什時期美國國會於2002年9月30日頒布《2003財年對外關係授權法》時，要求臺灣“被視為非北約的主要盟友”。儘管布希政府最初對國會超越總統外交事務權力感到擔憂，但隨後於2003年8月29日向國會提交了一封信，將臺灣列為主要的非北約盟友，是根據現有美國法律[1][2]規定將台灣事實上納入，並在實際上以主要非北約盟友同等對待而無正式指定。[3]